# Vieux-Moulin (Vosges)
Vieux-Moulin é uma comuna francesa na região administrativa de Grande Leste, no departamento de Vosges. Estende-se por uma área de 3,89 km². Em 2010 a comuna tinha 322 habitantes (densidade: 82,8 hab./km²).